# Битва (река)
Битва је речица која извире у Мачви на око 8 km од града Богатића. Битва је дуга око 31 km и има широку алувијалну раван у доњем току. Битва има стални ток. Извире код села Дубље у средњем делу Мачве, тече на север до Глушаца, а затим скреће на исток и улива се у Саву низводно од Мачванске Митровице.
Сливно подручје реке Битве од око 85 km² налази се у средишњој Мачви. Због спорог површинског отицања ово подручје је испресецано густом мрежом канала, нарочито у делу између Богатића, Раденковића и Глушаца. Корито доњег тока Битве при високим водостајима има ширину 400 - 500 м, а при ниским 30 - 50 м. Главни ток Саве у холоцену је био у кориту доњег тока Битве. Каснијим померањем ка северу Сава је просекла нови рукавац Засавицу који је једно време био њен главни ток.